# Eva Decroix

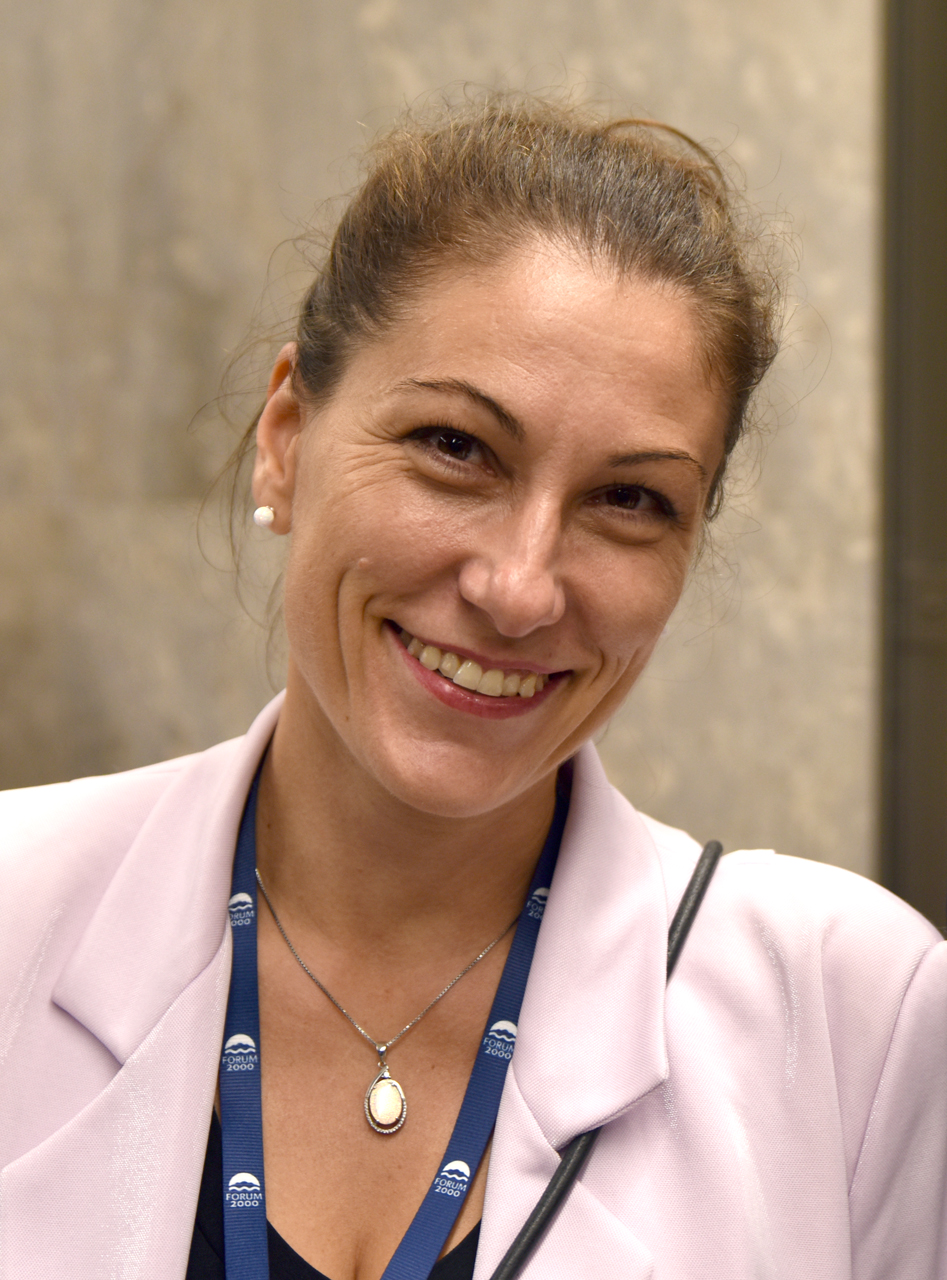
Eva Decroix (2024)

Eva Decroix (* 26. Mai 1982 in Ostrava) ist eine tschechische Anwältin und Politikerin der ODS. Sie ist seit Juni 2025 Justizministerin der Tschechischen Republik in der Regierung Petr Fiala.

## Leben
Decroix übersiedelte in ihrer Kindheit von Ostrava nach Jihlava und absolvierte dort das Gymnasium. Anschließend studierete sie an der Pädagogischen Fakultät der Karls-Universität in den Fächern Tschechisch und Französisch. 2002 und 2003 studierte sie Jura an der Université de Bretagne Sud und von 2005 bis 2006 an der Universität Lille II. 2008 begann sie als Rechtsanwaltsanwärterin zu arbeiten. 2011 absolvierte sie die Anwaltsprüfung und eröffnete eine eigene Kanzlei in Jihlava.
Im Oktober 2021 wurde Decroix ins Abgeordnetenhaus des Parlaments gewählt. Im April 2024 wurde sie stellvertretende Parteivorsitzende der ODS. 2024 promovierte Decroix an der Juristischen Fakultät der Karls-Universität.
Nach dem Rücktritt von Justizminister Pavel Blažek aufgrund der sogenannten Bitcoin-Affäre nominierte Premier Petr Fiala Decroix als Nachfolgerin. Sie wurde am 10. Juni 2025 angelobt und kündigte eine Auklärung der Affäre an, bei der es um eine Schenkung von Bitcoins im Wert von 40 Millionen Euro ging.